# Edson Harlacher
Edson Harlacher (* 22. Januar 1996 in Zürich) ist ein ehemaliger Schweizer Eishockeyspieler angolanischer Abstammung. Er gewann 2017 mit dem EHC Kloten den Schweizer Cup.

## Laufbahn
Harlacher wechselte als Zwölfjähriger vom Nachwuchs des EHC Bülach zum EHC Kloten. In der Spielzeit 2013/14 weilte er im Westen Kanadas und spielte für die Kamloops Blazers in der WHL, die ihn beim CHL Import Draft 2013 an Gesamtposition 55 ausgewählt hatten, ehe er zu den Flughafenstädtern zurückkehrte. In der Saison 2014/15 bestritt er seine ersten Einsätze für Kloten in der National League A. Mit dem Team aus dem Kanton Zürich gewann er den Swiss Ice Hockey Cup 2016/17. 2020 ging er zum EHC Bülach zurück. Mit Ausnahme eines Abstechers zum EHC Winterthur (2021/22) blieb er bis zu seinem Karriereende 2024 bei dem Klub aus dem Zürcher Unterland.

### International
Harlacher lief für die Altersklassen U16, U17, U18, U19 und U20 der Schweizer Nationalmannschaft auf. Beim Europäischen Olympischen Winter-Jugendfestival 2013 in Brașov gewann er mit der Schweiz die Bronzemedaille. Zudem nahm er an den U18-Weltmeisterschaften 2013 und 2014 sowie den U20-Titelkämpfen 2015 und 2016 teil.

## Erfolge und Auszeichnungen
- 2013 Bronzemedaille beim Europäischen Olympischen Winter-Jugendfestival
- 2017 Gewinn des Swiss Ice Hockey Cups